# (9307) Regiomontanus
(9307) Regiomontanus ist ein Asteroid des inneren Hauptgürtels, der vom deutschen Astronomen Freimut Börngen am 21. August 1987 an der Thüringer Landessternwarte Tautenburg (IAU-Code 033) entdeckt wurde.
Der Asteroid gehört der Vesta-Familie an, einer großen Gruppe von Asteroiden, benannt nach (4) Vesta, dem zweitgrößten Asteroiden und drittgrößten Himmelskörper des Hauptgürtels. Die zeitlosen (nichtoskulierenden) Bahnelemente von (9307) Regiomontanus sind fast identisch mit denjenigen von fünf kleineren Asteroiden, wenn man von der Absoluten Helligkeit von 16,1, 15,8, 15,6, 16,1 und 17,3 gegenüber 14,4 ausgeht: (67365) 2000 LA23, (67973) 2000 XV5, (72022) 2000 XE22, (162673) 2008 SF304 und (310886) 2003 QK24.
Die Bahn von (9307) Regiomontanus wurde 1998 gesichert, so dass eine Nummerierung vergeben werden konnte. Der Asteroid wurde am 2. Februar 1999 auf Vorschlag von Freimut Börngen nach dem Mathematiker und Astronomen des Spätmittelalters Regiomontanus benannt. Nach Regiomontanus war schon 1935 ein Mondkrater der südlichen Mondhemisphäre benannt worden: Mondkrater Regiomontanus.